# G・B・H (プロレス)
G・B・H（ジー・ビー・エイチ）は、新日本プロレスのユニットである。Great Bash Heel（グレート・バッシュ・ヒール、最も偉大で凶悪なヒール）の略であり、イギリス警察で凶悪傷害事件を意味する暗号コード「Grievous Bodily Harm」の意味も込められている。
正式名称の通り、結成当初はヒールユニットであったが、CHAOSとの分裂で殆どのメンバーがCHAOSに移籍したため、現在は正規軍扱いとなり、真壁刀義と本間朋晃によるタッグチームとして機能している。
2018年に真壁が矢野通を救出したことにより、一部の試合においてタッグマッチ内で組まれるようにもなり、第1世代とは全く違ったファイトスタイルで闘うようにもなり、現在も変わらず機能している。

## 概要

### 第1世代前期（天山時代）
第48代IWGPタッグ王者であった蝶天タッグこと蝶野正洋と天山広吉であったが、日頃の蝶野の態度に反感を持った天山がタッグを解消し、新たなユニット結成を決意。

### 2006年
2006年10月2日に、天山が真壁、越中詩郎と結成し、同年10月14日に天山がユニット名をG・B・Hとする事を発表した。これを毒舌家の永田裕志は「ゴリラ（真壁のあだ名）・バッファロー（天山のあだ名）・ヒップ（越中の得意技）の頭文字だ」と発言した。
10月16日、天山が真壁、越中と敵対関係だった矢野通、石井智宏を取りまとめ、ユニットの軸となるメンバーが揃った。
その後、長州力がプロデュースする興業のLOCK UPでのアパッチプロレス軍との抗争等で名を上げた真壁や矢野の活躍もあり、ヒール軍団としての地位も向上した。

### 2007年
中でもユニット加入後の真壁の成長は凄まじく、正規軍であった時代は中堅レスラーとして燻っていたが、ヒールとして覚醒し、2007年7月には永田裕志が持っているIWGPヘビー級王座にも挑戦出来るほど確固たる地位を築いた。
同年8月に蝶野の画策で（レジェンド軍結成）越中のユニット離脱もあったが、天山の念願であった邪道、外道のユニット勧誘に成功。

### 2008年第1世代後期（真壁時代）
2008年2月17日、両国で天山の復帰戦で石井が敗北、試合後、天山はG・B・Hを追放される。
2008年4月27日の大阪大会で飯塚高史が天山と組んでIWGPタッグ選手権試合に挑戦。試合中に天山にスリーパーホールドを決め、試合直後に椅子で天山を殴打し電撃加入した。
2008年9月5日後楽園ホール大会、邪道・外道と対戦していたタイガーマスクをロウ・キーが襲撃し加担したとして反則負け、メインで真壁、矢野のIWGPタッグに挑戦した中邑、後藤をバーナード、フーラーが裏切り襲撃し他のRISEメンバーにも襲いかかり、結果G・B・Hと結託した。
試合でのセコンドにはほぼ全員が付いており、場外に出た相手を全員で痛めつけるのが恒例となっていた。また、同ユニットのメンバーが対戦で負けそうになるとセコンドにいるメンバー全員が乱入・妨害を行う為、G・B・H非所属のセコンドレスラーが総出で食い止めようとする場面もよく見られ、レフェリーの監視をかいくぐっての凶器攻撃を毎回のように行っていた為、対戦相手のレスラーのほとんどが血まみれの姿になる事が多かった。

### 2009年 矢野の裏切りそして離脱 第2世代前期タッグパートナーのチームへ
2009年4月5日の両国で中邑戦で真壁が矢野の裏切りにより敗北、今後のG・B・Hのメンバー構成は残りのメンバーが真壁、矢野のどちらにつくかで流動的となった。4月23日に中邑真輔と矢野が新軍団、CHAOSの結成を発表したため矢野派だったG・B・Hメンバーは離脱したことになり、G・B・Hのメンバーは真壁と本間だけという形となった。しかし、軍団分裂後のG1クライマックスで真壁が優勝、同年のプロレス大賞敢闘賞に輝いた。
ユニット分裂後は、真壁と本間のタッグチームとしてラフファイト中心の試合展開は継続しつつも、キャラクター的にはベビーフェイス色が濃くなり、正規軍と共闘することが多くなった。

### 2010年
2010年初頭にはノア主催のグローバル・タッグ・リーグ戦へ出場。初戦はかつてのG・B・H殺法でキース・ウォーカー&バイソン・スミス組に勝利するも残り2戦では負け、リーグ戦敗退。しかし、リーグ戦中に真壁が杉浦貴にフォール勝ちしたことから杉浦の持つGHCヘビー級王座に挑戦する事が決定。試合当日に至るまで、真壁は幾度となく杉浦に襲撃を仕掛けるも、GHC戦では杉浦のオリンピック予選スラムに敗れた。その2カ月後の5月3日に真壁は中邑の持つIWGPヘビー級王座を奪取し、3度防衛に成功する。因みに同年4月4日の大会では真壁対本間による初のG・B・H同士のスペシャルシングルマッチが組まれた。

### 2011年
2011年上半期は主にフリーとなって新日に戻って来た小島聡の軍団「小島軍（仮）」との交戦が主だったが、同年5月3日の福岡大会で「小島軍（仮）」のメンバーだったTAKAみちのくと鈴木みのるの結託により追放された小島を真壁が救出に入り、晴れて小島と真壁は和解。小島追放後に名前が変わった「鈴木軍」との対戦を主体にする。
一方本間は、CHAOSの高橋裕二郎と内藤哲也とのタッグチームNO LIMITの確執に着目。6月19日にコンプリート・プレイヤーズの新メンバーとなった高橋と内藤のシングルマッチで高橋が勝利。試合後、尚も孤立無援の内藤をいたぶるコンプリート・プレイヤーズの行為に我慢ならず乱入。邪道、外道を蹴散らかすも田中将斗にはスライディングDを喰らい返り討ちに。しかし後のG1 TAG LEAGUEでは
内藤とタッグを結成し、同ブロックに出場していた田中、高橋組から勝利を収める。結果は2勝3敗と予選落ちとなったが、新たなタッグチームとして頭角を現し始めた。

### 2012年 本間朋晃脱退
2012年3月28日、新日本プロレスは本間朋晃との契約を解除したことを発表。所属メンバーが真壁のみとなった為、チームとしては機能せず終息。しかし、ワールドプロレスリング内で流れる選手紹介の欄には未だにG・B・Hと表記されており、正式な解散とは至らなかった。

### 2013年 第2世代後期 本間朋晃新日帰還そして本隊の派生ユニットとして統一 バッドラック・ファレとの抗争に発展
2013年3月23日、試合後CHAOSから攻撃を受けていた真壁を本間が救出、4月7日に本間が参戦し一年ぶりにタッグが復活した。以降、本格的に真壁と本間のタッグチームとして活動を行う。これに伴い、このチームは本隊の派生ユニットとして活動することになった。
2013年10月14日に行われたKING OF PRO-WRESTLING 両国国技館 第4試合 スペシャル6人タッグマッチ～飯伏幸太 新日本プロレス所属第1戦～試合終了後、本間がBULLET CLUBに敗れ、黒頭巾を被らされて恥晒しにされたが、真壁がバッドラック・ファレに殴りかかり、本間を救出するも、一気に事態は大乱闘へと急展開した。
だがファレとの乱闘は収まらず、2013年11月9日のPOWER STRUGGLE  大阪府立体育会館 第5試合 スペシャルタッグマッチで、本隊の飯伏幸太がプリンス・デヴィットにフォール勝ちを収めたが、ファレが真壁に殴りかかり、再び大乱闘に急展開し、会場内は大混乱となってしまった。
荒々しい横暴が更に横行し、真壁と本間はファレのチームメイトのカール・アンダーソンとドク・ギャローズとWORLD TAG LEAGUE2013で対戦するも、ファレが突如乱入し襲撃され、真壁が失神してしまった。真壁はファレの荒々し過ぎる横暴を完全に食い止めるべく、2014年のWRESTLE KINGDOMで、キング・オブ・デストロイヤーマッチを提唱した。

### 2014年 デスマッチでファレ完全決着
2014年1月4日 WRESTLE KINGDOMで、キング・オブ・デストロイヤーマッチが組まれ、真壁はファレと対決。フォールもリングアウト負けも無しの対決で、真壁はファレと闘い、K.O.勝ちを収めた。

### 2015年 念願の優勝
2015年12月9日、真壁、本間組としてWORLD TAG LEAGUE 2015の優勝を果たした。

### 2016年 タッグ王座に輝く
2016年1月4日、レッスルキングダム 10にて、同じく真壁、本間組としてカール・アンダーソン、ドク・ギャローズ組よりIWGPタッグ王座を奪取した。1度防衛後、同年4月10日の両国国技館大会にてタマ・トンガ、タンガ・ロア組に敗れ王座陥落する。同年12月9日、真壁、本間組がWORLD TAG LEAGUE 2016にて優勝、連覇を果たした。決勝の相手はタマ・トンガ、タンガ・ロア組で、雪辱を果たした格好となった。

### 2017年 本間の中心性頸髄損傷による1年3ヶ月の長期欠場
2017年1月4日、レッスルキングダム 11にて、真壁、本間組としてタマ・トンガ、タンガ・ロア組、矢野通、石井智宏組と3ウェイマッチでIWGPタッグ王座に挑戦するも、矢野組の勝利で戴冠を逃した。2月5日のTHE NEW BEGINNING in SAPPORO、2月11日のTHE NEW BEGINNING in OSAKAでも3ウェイ式のIWGPタッグ王座戦を戦ったが、いずれも矢野組の勝利に終わった。3月6日の旗揚げ記念日興行にて、通常のタッグマッチで矢野組とのIWGPタッグ王座戦が組まれる予定だったが、3月3日の沖縄大会にて本間が負傷、中心性頸髄損傷により長期欠場となることから、挑戦を辞退した。

### 2018年 本間朋晃完全復活、そして第3世代に突入
2018年6月23日、本間が地元である山形大会にて、477日ぶりに試合に復帰。真壁らと組みロス・インゴベルナブレス・デ・ハポンと対戦した10人タッグ戦で、最後は本間が小こけしを披露し、真壁のフォール勝ちをアシストした。
2018年9月頃に、YOSHI-HASHIとの反乱を起こして、外道と共にジェイ・ホワイトが10月頃にBCへ加入し、CHAOSとの大波乱が起こったが、このチームの主体となる本隊の棚橋が、CHAOSのオカダを救出し、同盟を組んで1ヶ月1週間後に、BCのKO勝ちが横暴し、元メンバーの矢野がファレのバッドラック・フォールを喰らわせられる所で、真壁がファレに大激怒し、矢野達を救出した。これに伴い、真壁は矢野とのタッグが再び組まれるようになり、その後、3人揃ってのタッグやテレビ放送への出演等へと幅広い活躍が大きくなり、第1世代真壁時代とは違った、凶器攻撃を駆使せず、矢野の頭脳戦略と、石井のタイマン戦略と、真壁と本間のヘビーフェイスを駆使したタッグチームとして第3世代へ突入した。

### 2021年
2020年8月末に、3人揃っての初のテレビ放送の出演を果たした。

### 2022年
2022年3月1日、日本武道館大会にて、真壁・本間・石井・矢野・越中の初期メンバーが一夜限りの再結集を果たし、内藤・SANADA・鷹木信悟・BUSHI・高橋ヒロムと対戦した。

## 最終メンバー
- 真壁刀義（3代目リーダー）
- 本間朋晃

## 元メンバー
- 越中詩郎（結成 - 2007年8月11日離脱）
- 天山広吉（結成 - 2008年2月17日追放、初代リーダー 現在は本隊のタッグユニットテンコジとして、一部の試合に置いても、タッグマッチで組まれることがある）

- 矢野通（結成 - 2009年4月23日離脱、2代目リーダー 第3世代期になってからはタッグで組まれるようにもなった）
- 石井智宏（結成 - 2009年4月23日離脱 第3世代期になってからはタッグで組まれるようにもなった）
- 邪道（2007年8月26日 - 2009年4月23日離脱）
- 外道（2007年8月26日 - 2009年4月23日離脱）
- ブラック・タイガーV（2009年4月5日 - 4月23日離脱）
- カール・アンダーソン（2008年4月13日 - 2009年4月23日離脱）
- 飯塚高史（2008年4月27日 - 2009年4月23日離脱）
- リック・フーラー（2008年9月5日 - 11月5日離脱）
- ジャイアント・バーナード（2008年9月5日 - 2009年4月23日離脱）
- ロウ・キー（2008年9月5日 - 2009年1月4日離脱）
- バル・ビーナス（2009年3月8日 - 3月21日離脱）
- ブラック・タイガーIV（2009年4月5日 - 4月23日離脱 現在はロッキー・ロメロ名義で、矢野と石井と同じCHAOSのメンバーだが、2018年に同盟を組んだことに伴い、タッグを組むことも多くなった。）

## 元サポートメンバー
- 小島聡（現在は本隊のタッグユニットテンコジとして、一部の試合に置いても、タッグマッチで組まれることがある）
- クリストファー・ダニエルズ
- ブライジング・サン
- ザ・グレート・カブキ
- VOODOO-MURDERS

## 戦績
- 天山広吉
  - 2006世界最強タッグ決定リーグ戦 優勝（小島聡とのタッグ）
- 第2世代期
  - IWGPタッグ王座（小島聡とのタッグ 本間朋晃の長期負傷欠場による辞退により、緊急代打挑戦）
- 真壁刀義
- 第1世代期
  - 第54代IWGPヘビー級王者
  - 第2代WEWヘビー級王者
  - IWGPタッグ暫定王者（越中詩郎とのタッグ）
  - 第51代IWGPタッグ王座（矢野通とのタッグ）
- 第2世代期
  - 第69代IWGPタッグ王者（本間朋晃とのタッグ）
  - G1 CLIMAX 2009 優勝
  - WORLD TAG LEAGUE 2015 優勝（本間朋晃とのタッグ）
  - WORLD TAG LEAGUE 2016　優勝（本間朋晃とのタッグ）
  - プロレス大賞 2007年 最優秀タッグチーム賞 （第1世代期 矢野通とのタッグ）
  - プロレス大賞 2009年 敢闘賞 第2世代期
- 越中詩郎
  - IWGPタッグ暫定王者（真壁刀義とのタッグ）
- 矢野通
- 第1世代期
  - 第4代WEWヘビー級王者
  - 第51代IWGPタッグ王者（真壁刀義とのタッグ）
- 第3世代期
  - KOPW2020年〜2022年度前期保持者
- ロウ・キー
  - 第55代IWGPジュニアヘビー級王者
  - バトル・オブ・ロサンゼルス 2008年 優勝
- 石井智宏
- 第1世代期
  - 第6代WEWヘビー級王者
- 第3世代期
  - NEVER無差別級王者 シングルとタッグ
- 小島聡
- 第1世代期
  - 2006世界最強タッグ決定リーグ戦 優勝（天山広吉とのタッグ）
- 第2世代期
  - IWGPタッグ王座（天山広吉とのタッグ 本間朋晃の長期負傷欠場による辞退により、緊急代打挑戦）
- 本間朋晃
- 第2世代期
  - 第69代IWGPタッグ王者（真壁刀義とのタッグ）
  - WORLD TAG LEAGUE 2015 優勝（真壁刀義とのタッグ）
  - WORLD TAG LEAGUE 2016 優勝（真壁刀義とのタッグ）
  - プロレス大賞 2015年 技能賞 第2世代期

## 出演
TV
- - ニュース・情報番組
- スッキリ!!（日本テレビ）- 「うまいッス!!→スイーツ真壁のうまいッス!!」（ユニットとしては不定期出演、真壁のみレギュラー出演）【G・B・H第2世代期】
  - ドラマ
- ルパンの娘1st・2nd（フジテレビ） 本間朋晃（大岩役） 真壁刀義（依田役）【G・B・H第3世代期 この作品は2人のみ出演】
  - バラエティー番組

【G・B・H第3世代期 2人のみの出演】
- 火曜は全力!華大さんと千鳥くん フジテレビ 関西テレビ 本間朋晃『1回目の出演はソロで出演 2回目は2人のみのタッグで出演』 真壁刀義『本間は2回目だが真壁は1回目にしてのタッグで出演』

【G・B・H第3世代期 3人で出演】
- 新日ちゃんぴおん。 テレビ朝日
  -     - 新日ちゃん。時代
    - 真壁刀義『1回目は第10試合と2回目はシーズン2第4試合はソロで出演、3回目はテンコジの天山と出演、4回目は第6試合でタッグで初めての出演、5回目は第9・10試合トオルとヒロシ結成前とゴールデンエースの棚橋と矢野と出演、6回目は2週連続全員揃って出演』
    - 本間朋晃『1回目は第6試合でタッグにしての初めての出演、2回目は2週連続全員揃って出演、本間のみ3回目は最終回ソロで出演』
    - 矢野通『1回目は第3試合で毘沙門後藤とSHO（CHAOS時代）と出演、2回目はシーズン2第3試合は田口と出演、3回目はシーズン3第9・10試合でトオルとヒロシ結成前のパートナー棚橋と真壁と出演、4回目は2週連続全員揃って出演』